# Olympische Winterspiele 1956/Teilnehmer (Rumänien)
| Gelbes Symbol für Goldmedaillen mit stilisierten Olympischen Ringen | Graues Symbol für Silbermedaillen mit stilisierten Olympischen Ringen | Braundes Symbol für Bronzemedaillen mit stilisierten Olympischen Ringen |
| ------------------------------------------------------------------- | --------------------------------------------------------------------- | ----------------------------------------------------------------------- |
| —                                                                   | —                                                                     | —                                                                       |

Rumänien nahm an den VII. Olympischen Winterspielen 1956 in der italienischen Gemeinde Cortina d’Ampezzo mit einer Delegation von 19 Athleten in vier Disziplinen teil, davon 13 Männer und 6 Frauen. Es war Rumäniens sechste Teilnahme bei Olympischen Winterspielen. Ein Medaillengewinn gelang keinem der Athleten.

## Teilnehmer nach Sportarten

### Bob
Männer, Zweier
- Heinrich Enea, Mărgărit Blăgescu (ROM-1)
14. Platz (5:46,22 min)

- Constantin Dragomir, Gheorghe Moldoveanu (ROM-2)
18. Platz (5:50,16 min)

Männer, Vierer
- Heinrich Enea, Dumitru Peteu, Nicolae Moiceanu, Mărgărit Blăgescu (ROM-1)
14. Platz (5:23,19 min)

- Constantin Dragomir, Vasile Panait, Ion Staicu, Gheorghe Moldoveanu (ROM-2)
20. Platz (5:27,83 min)

### Ski Alpin
Männer
- Gheorghe Cristoloveanu
Abfahrt: disqualifiziert
Riesenslalom: 37. Platz (3:30,5 min)
Slalom: 41. Platz (4:21,0 min)

- Nicolae Pandrea
Abfahrt: 31. Platz (3:46,5 min)
Riesenslalom: 74. Platz (4:12,3 min)
Slalom: 39. Platz (4:19,1 min)

Frauen
- Elena Epuran
Abfahrt: 44. Platz (2:27,7 min)
Riesenslalom: 43. Platz (3:20,5 min)
Slalom: disqualifiziert

- Magdalena Marotineanu
Abfahrt: 40. Platz (2:04,0 min)
Riesenslalom: 39. Platz (2:21,0 min)
Slalom: disqualifiziert

### Skilanglauf
Männer
- Manole Aldescu
15 km: 32. Platz (54:40 min)
30 km: 31. Platz (1:57:42 h)

- Constantin Enache
15 km: 40. Platz (56:06 min)
30 km: 36. Platz (1:59:52 h)

Frauen
- Margareta Arvay
10 km: disqualifiziert

- Ștefania Botcariu
10 km: 39. Platz (49:37 min)
3 × 5 km Staffel: disqualifiziert

- Iuliana Simon
10 km: 38. Platz (49:32 min)
3 × 5 km Staffel: disqualifiziert

- Elena Zangor
3 × 5 km Staffel: disqualifiziert

### Skispringen
- Nicolae Munteanu
Normalschanze: 42. Platz (175,0)